# Impunité (film)
Pour le terme de droit, voir Impunité.
Pour plus de détails, voir Fiche technique et Distribution.
Impunité (Impunity) est un film documentaire suisse co-réalisé par Juan José Lozano et Hollman Morris en 2011.

## Synopsis
Le film dénonce l'hypocrisie des classes dirigeantes en Colombie qui entretient l'impunité des paramilitaires.

## Fiche technique
- Titre : Impunité
- Titre original : Impunity
- Réalisation : Juan José Lozano et Hollman Morris
- Scénario : Juan José Lozano
- Musique : Vincent Hänni et Gabriel Scotti
- Photographie : Sergio Mejia
- Montage : Ana Acosta
- Production : Isabelle Gattiker et Marc Irmer
- Société de production : Arte, Dolce Vita Films, Intermezzo Films, Radio Télévision Suisse et SRG SSR
- Société de distribution : Nour Films (France)
- Pays :  Suisse et  France
- Genre : Documentaire
- Durée : 85 minutes
- Dates de sortie : 
  -  Pays-Bas : novembre 2010 (Festival international du film documentaire d'Amsterdam)
  -  France : 25 avril 2012

## Récompenses
Il a reçu le Caméra Justitia Award au Movies that Matter Festival (nl) 2011, le Prix du meilleur documentaire au Rencontres cinéma d'Amérique latine de Toulouse 2011, et une mention spéciale au Festival du film et forum international sur les droits humains de Genève.